# Mantasoa
Mantasoa, es un género de las mantis, de la familia Mantidae, del orden Mantodea. Es originario de África.

## Especies
- Mantasoa lebbei
- Mantasoa macula